# 郑天亮
郑天亮（1978年11月28日—），播音名天亮，山东省烟台市人，毕业于中国传媒大学，是中国中央电视台节目主持人。

## 生平
1978年，郑天亮出生于山东省烟台市。
1997年，郑天亮考入中国传媒大学，在播音主持艺术学院攻读四年。
2001年，郑天亮加入到中国中央电视台工作，曾主持《东方时空》、《午夜新闻》、《晚间新闻》、《国际时讯》、《整点新闻》（现《新闻直播间》）。现时，郑天亮主持《朝闻天下》、《新闻直播间》两个新闻栏目。

## 家庭
郑天亮的丈夫是同为中国中央电视台的主持人鲁健。
2001年，郑天亮大学毕业后被分配到中国中央电视台，但在此之前需要先去内蒙古赤峰实习半年，巧的是队长正是鲁健。在实习的半年里，鲁健渐渐地爱上了郑天亮，在实习结束之后就向郑天亮吐露，但是遭到郑天亮的拒绝。
2002年，鲁健邀约郑天亮一起出去吃饭，因为郑天亮身体不适，于是鲁健劝说她喝汤暖暖身子骨，就是鲁健的这一关怀的举动，俘虏了她的心，她说鲁健“实在”、“不玩花样”、“踏实”。
2004年3月6日，鲁健和郑天亮在北京市登记结婚。两人曾在2013年的央视元宵晚会上合作演唱《天上掉下个林妹妹》。